# Tuscarorové
Tuscarorové (Ska-Ruh-Reh) nebo též „Sběrači konopí“ jsou jedni z původních obyvatel Severní Ameriky. Jsou šestým a tedy i posledním kmenem, který se v 18. století přidal do tzv. Irokézské ligy - uskupení nyní už šesti kmenů s podobnou kulturou, jazykem, atd. Tuscarorové původně žili na území dnešních států Severní Karolína a New York.